# Itara communis
Itara communis är en insektsart som beskrevs av Andrej Vasiljevitj Gorochov 1997. Itara communis ingår i släktet Itara och familjen syrsor. Inga underarter finns listade i Catalogue of Life.